# Jean-François Wolff
Pour les articles homonymes, voir Wolff.
Jean-François Wolff, né à Bruxelles le 3 mai 1963 et mort le 21 août 2022, à Luxembourg, est un acteur luxembourgeois, aussi musicien.
Comme auteur de livres d'enfants, il donne l'idée originale de Bubak, la marmotte.

## Biographie
Jean-François Wolff poursuit des études d’ingénieur à l'Université libre de Bruxelles et suit les cours de Marja-Leena Junker au Conservatoire de Luxembourg.
En 1983, il obtient son baccalauréat section Latin-mathématiques / École Européenne de Luxembourg.
En 1990 il finalise avec distinction son  Ingénieur Industriel section Chimie, option Chimie agro-alimentaire à l'Institut des Industries de Fermentation/Institut Meurice Chimie.
Le Prix Supérieur d’Arts Dramatiques et de Diction lui est remis en 2001 au Conservatoire de la Ville de Luxembourg.
Il débute au théâtre dans Morts sans sépulture de Sartre et dans Summerdram de Marcel Reuland.
Jean-François Wolff joue en français, anglais et luxembourgeois.

## Filmographie partielle
- 2001 : D'Artagnan de Peter Hyams avec Catherine Deneuve et Stephen Rea
- 2001 : CQ de Roman Coppola avec Jeremy Davies et Gérard Depardieu
- 2003 : Le Club des chômeurs de Andy Bausch avec André Jung et Thierry Van Werveke
- 2004 : La Femme de Gilles de Frédéric Fonteyne avec Emmanuelle Devos et Clovis Cornillac
- 2004 : Le Marchand de Venise (The Merchant of Venice) de Michael Radford avec Al Pacino et Jeremy Irons
- 2005 : Miss Montigny de Miel Van Hoogenbemt avec Johan Leysen
- 2006 : Renaissance de Christian Volckman : Farfella (doublage)
- 2007 : Les Fourmis rouges de Stéphan Carpiaux avec Déborah François et Julie Gayet
- 2008 : JCVD de Mabrouk El Mechri avec Jean-Claude Van Damme
- 2009 : Verso de Xavier Ruiz
- 2009 : Lady Blood de Jean-Marc Vincent avec Christopher Buchholz
- 2009 : La Régate de Bernard Bellefroid avec Joffrey Verbruggen
- 2009 : Diamant 13 de Gilles Béhat avec Gérard Depardieu et Asia Argento
- 2010 : Sans queue ni tête de Jeanne Labrune avec Isabelle Huppert et Bouli Lanners
- 2010 : The Runway de Ian Power
- 2010 : Quartier lointain de Sam Garbarski avec Pascal Greggory et Alexandra Maria Lara
- 2010 : Trouble no more de Andy Bausch avec Marco Lorenzini et Nicole Max
- 2011 : Elle ne pleure pas, elle chante de Philippe de Pierpont avec Erika Sainte et Jules Werner
- 2012 : La Traversée de Jérôme Cornuau avec Michaël Youn et Émilie Dequenne
- 2012 : Mobile home de François Pirot avec Arthur Dupont
- 2012 : Le Secret de Mélusine (Schatzritter) de Laura Schroeder avec Anton Glas
- 2012 : J'enrage de son absence de Sandrine Bonnaire avec William Hurt et Alexandra Lamy
- 2012 : Les Gars d'Adolf El Assal
- 2012 : The Cuddly Toy de Romain Gierenz
- 2013 : Avant l'hiver de Philippe Claudel avec Daniel Auteuil et Kristin Scott Thomas
- 2013 : Post partum de Delphine Noels avec Mélanie Doutey et Françoise Fabian
- 2013 : Boule et Bill de Alexandre Charlot et Franck Magnier avec Franck Dubosc et Marina Foïs
- 2013 : Arrêtez-moi de Jean-Paul Lilienfeld avec Sophie Marceau et Miou-Miou
- 2013 : La Confrérie des larmes : l'obèse